# Rayo Vallecano
Rayo Vallecano de Madrid, S.A.D. er en spansk fodboldklub fra bydelen Vallecas i hovedstaden Madrid. Klubben blev stiftet 29. maj 1924, og spillede i sæsonen 2011/12 i landets bedste række, La Liga. Hjemmekampene bliver spillet på Campo de Fútbol de Vallecas med plads til 15.500 tilskuere.

## Historie
- 14 sæsoner i La Liga
- 34 sæsoner i Segunda División
- 5 sæsoner i Segunda División B
- 11 sæsoner i Tercera División (3. bedste række før 1977–78)

- Federación Regional Castellana de Fútbol (1928–30; 1939–49)
  - 7 sæsoner i Primera Categoría
  - 3 sæsoner i Segunda Categoría

- Federación Obrera de Fútbol (1931–36)
  - 5 sæsoner